# Marco Coledan
Marco Coledan (* 22. August 1988) ist ein ehemaliger italienischer Radrennfahrer.

## Werdegang
Coledan wurde 2006 in Athen  auf der Bahn Europameister in der Einerverfolgung der Junioren. In seinem ersten Jahr bei den Erwachsenen, 2007, wurde er in dieser Disziplin Dritter bei den italienischen Meisterschaften und auf der Straße Dritter bei der italienischen Meisterschaft im Einzelzeitfahren der U23-Klasse.
In den nächsten Jahren war Coleda weiterhin auf der Bahn erfolgreich und wurde bis 2016 insgesamt achtmal italienischer Elitemeister in den Disziplinen Einerverfolgung, Mannschaftsverfolgung, Punktefahren und Dernyrennen. Sein bis dahin erfolgreichstes Jahr war 2013, als er die nationalen Titel in der Einerverfolgung, der Mannschaftsverfolgung und im Derny gewann sowie in der Einerverfolgung den Bahnrad-Weltcup-Lauf in Manchester.
Im Jahr 2012 erhielt Coledan einen Vertrag beim Professional Continental Team Colnago-CSF Inox und bestritt den Giro d’Italia, den er als 153. beendete. Nach einer Untersuchung der italienischen Sportbehörden sollte Coledan im Jahr 2014 zu Liquigas-Cannondale wechseln, um dort den Sprintzug für Elia Viviani zu verstärken. Teammanager Bruno Reverberi soll von Coledan und Viviani jeweils 15.000 € Ablöse gefordert haben. Nach deren Zusage soll der Preis sich verdoppelt haben. Danach kam die Abrede nicht zustande und Coledan fuhr weiter für das Team, kam aber wenig zum Einsatz, was vom Verband der italienischen Radprofis als Mobbing bezeichnet wurde.
2015 wechselte er zum UCI WorldTeam Trek Factory Racing, für das er noch zwei Mal den Giro d’Italia bestritt. Im letzten Jahr seiner Laufbahn bei Wilier Triestina-Selle Italia beendete er den Giro d’Italia 2018 und gewann mit einer Etappe Tour du Maroc sein einziges internationales Straßenrennen.

## Erfolge
2006
- Europameister – Einerverfolgung (Junioren)
- Italienischer Meister – Einerverfolgung (Junioren)

2008
- Italienischer Meister – Einerverfolgung

2009
- Italienischer Meister – Einerverfolgung
- eine Etappe Giro della Regione Friuli Venezia Giulia

2010
- U23-Europameisterschaft – Einerverfolgung
- Italienischer Meister – Mannschaftsverfolgung

2012
- Italienischer Meister – Punktefahren
- Mannschaftszeitfahren Giro di Padania

2013
- Weltcup in Manchester – Einerverfolgung
- Italienischer Meister – Einerverfolgung, Mannschaftsverfolgung und Derny

2014
- Sechstagerennen Fiorenzuola d’Arda – mit Alex Buttazzoni
- Italienischer Meister – Einerverfolgung

2015
- Mannschaftszeitfahren Tour of Alberta

2018
- eine Etappe Tour du Maroc

## Grand-Tour-Platzierungen
| Grand Tour            | 2012 | 2013 | 2014 | 2015 | 2016 | 2017 | 2018 |
| --------------------- | ---- | ---- | ---- | ---- | ---- | ---- | ---- |
| Giro d’ItaliaGiro     | 153  | –    | –    | 163  | 129  | –    | 153  |
| Tour de FranceTour    | –    | –    | –    | –    | –    | –    | –    |
| Vuelta a EspañaVuelta | –    | –    | –    | –    | –    | –    | –    |

## Teams
- 2012 Colnago-CSF Inox
- 2013 Bardiani Valvole-CSF Inox
- 2014 Bardiani CSF
- 2015 Trek Factory Racing
- 2016 Trek-Segafredo
- 2017 Trek-Segafredo
- 2018 Wilier Triestina-Selle Italia